# Unterrath
Unterrath, Düsseldorf-Unterrath — dzielnica miasta Düsseldorf w Niemczech, w okręgu administracyjnym 6, w kraju związkowym Nadrenia Północna-Westfalia, w rejencji Düsseldorf.  